# Bareggio
Bareggio – miejscowość i gmina we Włoszech, w regionie Lombardia, w prowincji Mediolan.
Według danych na rok 2004 gminę zamieszkiwały 15 753 osoby, 1432,1 os./km².